# Beech Creek (Pennsylvanie)
Beech Creek est un borough situé au sud-est du comté de Clinton, en Pennsylvanie, aux États-Unis,. En 2010, il comptait une population de 701 habitants.

## Démographie
Lors du recensement de 2010, le borough comptait une population de 701 habitants. Elle est estimée, en 2019, à 733 habitants.

### Source de la traduction
- (en) Cet article est partiellement ou en totalité issu de l’article de Wikipédia en anglais intitulé « Beech Creek, Pennsylvania » (voir la liste des auteurs).